# Benagas
Benagues, en occità Benagas, és un municipi francès, situat al departament de l'Arieja i a la regió d'Occitània. L'1 de gener del 2021 tenia 515 habitants.